# Марта Волонтері
Марта Волонтері — італійська астрофізикиня і керівниця відділу досліджень чорних дір в Інституті астрофізики Парижа. У 2022 році вона отримала срібну медаль Національного центру наукових досліджень (Франція).

## Біографія
У 2003 році Марта Волонтері захистила дисертацію доктора філософії в Міланському університеті. Потім вона працювала постдоком в Каліфорнійському університеті в Санта-Крусі і в Інституті астрономії в Кембриджі. У 2007 році вона була призначена професором-асистентом Мічиганського університету. У 2010 році стала асоційованим професором. У 2012 році вона приєдналася до Національного центру наукових досліджень як науковий директор Інституту астрофізики Парижа. Вона відповідає за робочу групу з астрофізики гравітаційно-хвильової обсерваторії LISA, запуск якої заплановано на 2032 рік.
У 2022 році вона отримала срібну медаль Національного центру наукових досліджень за дослідження надмасивних чорних дір в центрах галактик. Вона використовує комп'ютерне моделювання для дослідження формування та еволюції цих чорних дір.